# Brock Boeser
Brock Boeser, född 25 februari 1997 i Burnsville, Minnesota är en amerikansk professionell ishockeyforward som spelar för Vancouver Canucks i National Hockey League (NHL). Han har tidigare spelat för North Dakota Fighting Hawks i National Collegiate Athletic Association (NCAA) samt Sioux City Musketeers och Waterloo Black Hawks i United States Hockey League (USHL).
Boeser draftades av Vancouver Canucks i första rundan i 2015 års draft som 23:e spelare totalt.

## Statistik
| 2012–2013   | Burnsville Blaze            |             | 16  | 12  | 17  | 29  | 4  | 3  | 0 | 5 | 5  | 2  |
| 2013–2014   | Burnsville Blaze            |             | 24  | 21  | 25  | 46  | 23 | 2  | 2 | 2 | 4  | 0  |
|             | Team Southeast              |             | 14  | 9   | 5   | 14  | 21 | 3  | 3 | 0 | 3  | 0  |
|             | Sioux City Musketeers       | USHL        | 8   | 3   | 2   | 5   | 2  | 8  | 1 | 0 | 1  | 0  |
| 2014–2015   | Waterloo Black Hawks        | USHL        | 57  | 35  | 33  | 68  | 30 | —  | — | — | —  | —  |
| 2015–2016   | North Dakota Fighting Hawks | NCAA        | 42  | 27  | 33  | 60  | 26 | —  | — | — | —  | —  |
| 2016–2017   | Vancouver Canucks           | NHL         | 9   | 4   | 1   | 5   | 0  | —  | — | — | —  | —  |
|             | North Dakota Fighting Hawks | NCAA        | 32  | 16  | 18  | 34  | 24 | —  | — | — | —  | —  |
| 2017–2018   | Vancouver Canucks           | NHL         | 62  | 29  | 26  | 55  | 16 | —  | — | — | —  | —  |
| 2018–2019   | Vancouver Canucks           | NHL         | 69  | 26  | 30  | 56  | 22 | —  | — | — | —  | —  |
| 2019–2020   | Vancouver Canucks           | NHL         | 57  | 16  | 29  | 45  | 14 | 17 | 4 | 7 | 11 | 10 |
| 2020–2021   | Vancouver Canucks           | NHL         | 56  | 23  | 26  | 49  | 16 | —  | — | — | —  | —  |
| 2021–2022   | Vancouver Canucks           | NHL         | 71  | 23  | 23  | 46  | 20 | —  | — | — | —  | —  |
| NHL totalt  | NHL totalt                  | NHL totalt  | 324 | 121 | 135 | 256 | 88 | 17 | 4 | 7 | 11 | 10 |
| NCAA totalt | NCAA totalt                 | NCAA totalt | 74  | 43  | 51  | 94  | 50 | —  | — | — | —  | —  |
| USHL totalt | USHL totalt                 | USHL totalt | 65  | 38  | 35  | 73  | 32 | 8  | 1 | 0 | 1  | 0  |

### Internationellt
| Källa: Uppdaterad: 2018-05-06 | Källa: Uppdaterad: 2018-05-06 | Källa: Uppdaterad: 2018-05-06 |         | Utv = Utvisningsminuter | Utv = Utvisningsminuter | Utv = Utvisningsminuter | Utv = Utvisningsminuter | Utv = Utvisningsminuter |
| År                            | Lag                           | Mästerskap                    | Matcher | Mål                     | Assists                 | Poäng                   | Utv                     |                         |
| ----------------------------- | ----------------------------- | ----------------------------- | ------- | ----------------------- | ----------------------- | ----------------------- | ----------------------- | ----------------------- |
| 2014                          | USA                           | Ivan Hlinka                   | 5       | 6                       | 2                       | 8                       | 10                      |                         |
| 2016                          | USA                           | JVM                           | 7       | 1                       | 2                       | 3                       | 2                       |                         |
| Junior totalt                 | Junior totalt                 | Junior totalt                 | 12      | 7                       | 4                       | 11                      | 12                      |                         |